# الجمعية العراقية للدفاع عن حقوق الصحفيين
الجمعية العراقية للدفاع عن حقوق الصحفيين منظمة غير حكومية ومستقلة متخصصة برصد الانتهاكات التي يتعرض لها الصحفيين والكتاب في العراق.
تعمل على تقديم المساعدات القانونية لمن يتعرض للمساءلة القانونية بسبب النشر، كما تعمل على ترسيخ ثقافة حقوق الإنسان في المجتمع العراقي.

## وصلات خارجية
- موقع الجمعية